# 에코바이러스

에코바이러스(echovirus)는 인간의 위장관계 관련 질환과 관련된 바이러스 다계통군이다. 이 바이러스군의 명칭은 "enteric cytopathic human orphan virus"에서 기원한다. 이 바이러스들은 원래 질병과 관련이 없는 단어였으나 그 뒤로 다수가 질병에 의해 유발되는 인자로 식별되고 있다. 에코바이러스라는 용어는 수많은 종의 학명 안에 사용된다. 그러나 모든 에코바이러스들은 현재 다양한 종의 계통으로 인식되며 그 중 대부분이 피코르나바이러스과에 속한다.